# سقزچی (نمین)
سقزچی روستایی است توریستی که در استان اردبیل، شهرستان نمین، بخش ویلکیج، دهستان ویلکیج جنوبی قرار دارد. این روستا با دهستان حور و روستاهای سوها، بریس، ایریل و رز همسایگی دارد. این روستا دارای سدی است که آب شرب و کشاورزی روستاهای هم‌جوار را تأمین می‌کند.

## سد سقزچی
۱- نام استان: اردبیل
۲ - نزدیک‌ترین شهر: اردبیل
۳ - تاریخ شروع ساخت: ۱۳۷۸
۴- تاریخ شروع بهره‌برداری: ۱۳۸۰
۵ - نام حوضه آبریزاصلی: خزر
۶- نام حوضه آبریزفرعی:ارس
۷ - نام رودخانه: رودخانه سقزچی
۸- نوع سد :خاکی غیر همگن
```
۹ - ارتفاع از پی: ۲ /۲۱ (متر)
```

۱۰ - ارتفاع از بستر رودخانه: ۱ /۱۹ (متر)
۱۱ - طول تاج: ۵۳۰ (متر)
۱۲- عرض تاج: ۷ (متر)
۱۳- حجم تنظیمی: ۴ (میلیون متر مکعب)
۱۴ - حجم کل: ۶۵ / ۳ (میلیون متر مکعب)
۱۵ - حجم مفید: ۳٫۴ (میلیون متر مکعب)
۱۶ - سطح دریاچه در تراز نرمال: ۵۱ /. (کبلومتر مربع)
۱۷ - اهداف :کشاورزی

## جمعیت
بر اساس سرشماری سال ۱۳۸۵ جمعیت این روستا ۵۶۳ نفر با ۱۴۰ خانوار بوده‌است.